# Kalifovy lázně (Córdoba)

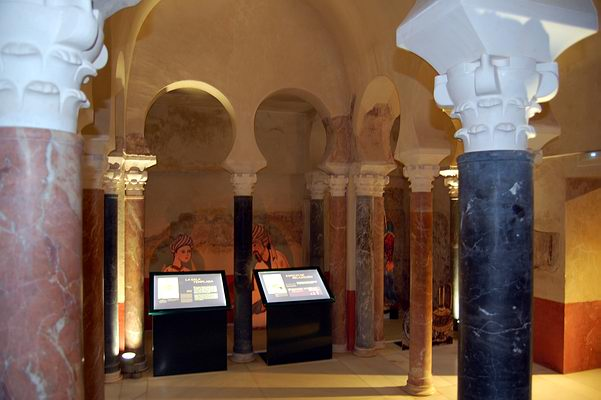
Interiér kalifových lázní, Alcázar de los Reyes Cristianos, Córdoba

Kalifovy lázně jsou arabské, resp. muslimské lázně zachované ve španělské pevnosti Alcázar de los Reyes Cristianos, v Córdobě, provincie Andalusie. Středověká pevnost se nachází v historickém centru Córdoby, které bylo v roce 1994 zapsáno do seznamu UNESCO jako světové kulturní dědictví. Turecké lázně (hammam) byly součástí Alcázaru, neboť tělesná čistota byla nezbytnou součástí muslimského života, byla před modlitbou povinná kromě toho, že byla společenským rituálem. Lázně byly rozděleny na několik částí podle požadované teploty vody: studené, teplé a horké vodní lázně.

## Historie
Lázně postavil v 10. století kalífa al-Hakam II. (961–976) pro potěšení své a svého dvora. Mezi 11. a 13. stoletím byly lázně využívány dynastiemi Almoravid a Almohads. Památky na jejich pobyt v Alcázaru jsou uloženy v archeologickém a etnologickém muzeu v Córdobě. Zbytky lázní byly náhodně nalezeny v roce 1903 v Campo Santo de los Mártires a následně byly opět zakryty. Mezi roky 1961 a 1964 je skupina městských historiků obnovila.